# Pro Patria et Libertate Unione degli Sports Bustesi 1924-1925
Questa pagina raccoglie le informazioni riguardanti la Pro Patria et Libertate nelle competizioni ufficiali della stagione 1924-1925.

## Stagione
Il presidente Carlo Marcora conferma per la terza stagione l'allenatore Andreas Kutik che però oltre a un bravo tecnico si rivela anche un ottimo difensore. 
Il 21 dicembre 1924 fa l'esordio in prima squadra a Bergamo un giovane promettente Carlo Reguzzoni, quello che diventerà il miglior giocatore biancoblù di tutti i tempi. Disputerà con i bustocchi 219 partite e realizzerà 93 reti prima di diventare una delle colonne del Bologna. 
Rientra a Busto Arsizio anche Attilio Marcora reduce dalle esperienze nelle categoria maggiore a Saronno e Legnano.

## Rosa
| N. |                     | Ruolo | Calciatore         |
| -- | ------------------- | ----- | ------------------ |
|    | Italia (bandiera)   | P     | Giuseppe Raimondi  |
|    | Italia (bandiera)   | P     | Rosalindo Salerio  |
|    | Ungheria (bandiera) | D     | Eichbaum           |
|    | Italia (bandiera)   | D     | Luigi Ferrari      |
|    | Ungheria (bandiera) | D     | Andreas Kutik      |
|    | Italia (bandiera)   | D     | Pio Mara           |
|    | Italia (bandiera)   | D     | Vittorio Porta     |
|    | Italia (bandiera)   | C     | Giuseppe Azzimonti |
|    | Italia (bandiera)   | C     | Giuseppe Clivio    |
|    | Italia (bandiera)   | C     | Giovanni Colombo   |

| N. |                   | Ruolo | Calciatore          |
| -- | ----------------- | ----- | ------------------- |
|    | Italia (bandiera) | C     | Mario Crosta        |
|    | Italia (bandiera) | C     | Angelo Giani        |
|    | Italia (bandiera) | C     | Rinaldo Piazzalunga |
|    | Italia (bandiera) | C     | Tacchini            |
|    | Italia (bandiera) | C     | Stefano Visca       |
|    | Italia (bandiera) | A     | Mario Crespi        |
|    | Italia (bandiera) | A     | Valentino Crosta    |
|    | Italia (bandiera) | A     | Attilio Marcora     |
|    | Italia (bandiera) | A     | Carlo Reguzzoni     |
|    | Italia (bandiera) | A     | Giovanni Tosi       |

## Risultati

### Seconda Divisione

#### Girone di andata
| Arbitro: | Galletti (Genova) |

|                             |           |  |
| Crosta II 3’, 7’ Kuttik 10’ | Marcatori |  |

| Arbitro: | Ferro (Milano) |

|                         |           |                         |
| Piatti 18’ Pirovano 53’ | Marcatori | 30’, 51’, 54’ Azzimonti |

| Arbitro: | Sessa (Milano) |

|              |           |            |
| Crosta I 42’ | Marcatori | 68’ Quadri |

| Arbitro: | Vedda (Vercelli) |

|          |           |               |
| Comi 80’ | Marcatori | 20’ Crosta II |

| Arbitro: | Battaglia (Genova) |

|                                  |           |          |
| Eichbaum 68’ (rig.) Crosta I 83’ | Marcatori | 5’ Gatti |

| Arbitro: | Mainardi (Cremona) |

|                                   |           |             |
| Cornolti II 5’, 63’ Pasinetti 69’ | Marcatori | 4’ Crosta I |

| Arbitro: | Palestra (Pavia) |

|                                   |           |            |
| Crosta II 10’ Eichbaum 25’ (rig.) | Marcatori | 59’ Alvisi |

| Arbitro: | Biagini (Alessandria) |

|                                    |           |                                            |
| Mara 50’ (aut.) Ortensi 88’ (rig.) | Marcatori | 41’, 75’ Reguzzoni 44’ Crespi 60’ Crosta I |

| Busto Arsizio 11 gennaio 1925 9ª giornata | Pro Patria       | 0 – 0 | Como | Stadium di via Valle Olona\| Arbitro: \| Actis (Vercelli) \| |
| Arbitro:                                  | Actis (Vercelli) |       |      |                                                              |

#### Girone di ritorno
| Arbitro: | Montessoro (Torino) |

|                      |           |  |
| Seccatore 19’ (rig.) | Marcatori |  |

| Arbitro: | Vedda (Vercelli) |

|              |           |                         |
| Crosta I 60’ | Marcatori | 45’ Lorenzini 65’ Villa |

| Arbitro: | Asei (Vercelli) |

|                  |           |                    |
| Gelmi 77’ (rig.) | Marcatori | 25’, 55’ Crosta II |

| Arbitro: | Gazzola (Pavia) |

|                        |           |           |
| Marcora 53’ Kuttik 83’ | Marcatori | 35’ Besia |

| Arbitro: | Cattaneo (Milano) |

|          |           |                    |
| Gatti 1’ | Marcatori | 3’ (aut.) Castelli |

| Busto Arsizio 22 marzo 1925 15ª giornata | Pro Patria        | 0 – 0 | Atalanta | Stadium di via Valle Olona\| Arbitro: \| Brugola (Lissone) \| |
| Arbitro:                                 | Brugola (Lissone) |       |          |                                                               |

| Arbitro: | Crivelli (Milano) |

|  |           |             |
|  | Marcatori | 72’ Colombo |

| Arbitro: | Marengo (Genova) |

|  |           |              |
|  | Marcatori | 86’ Boiocchi |

| Arbitro: | Mauro (Milano) |

|                            |           |            |
| Ballerini 9’ Roncoroni 54’ | Marcatori | 37’ Kuttik |